# Kloster Unterliezheim
Kloster Unterliezheim ist ein ehemaliges Kloster der Benediktinerinnen in Unterliezheim in der Gemeinde Lutzingen im Landkreis Dillingen an der Donau in Bayern.

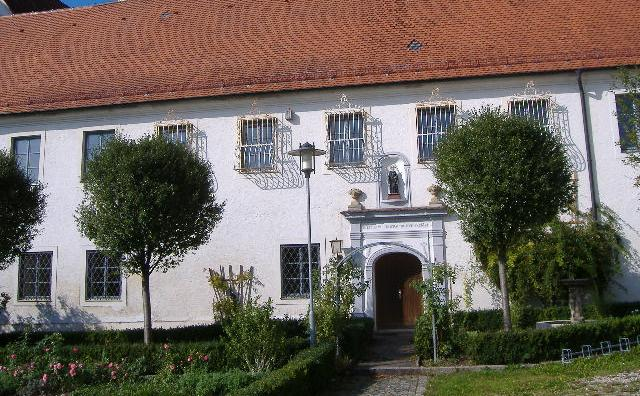
Vorderfront des Klosters

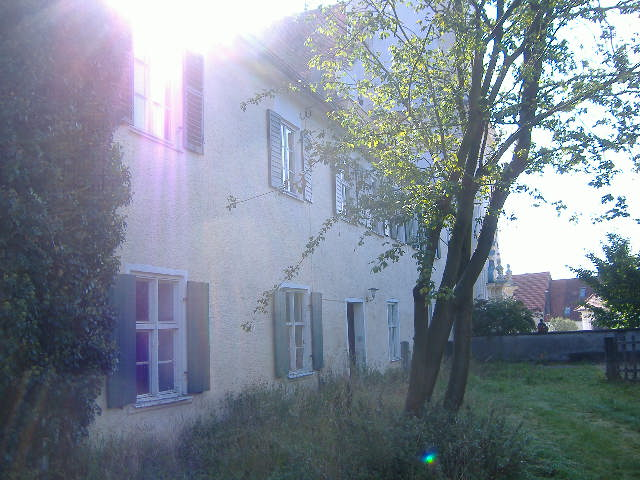
Rückfront des Klosters in der Morgensonne

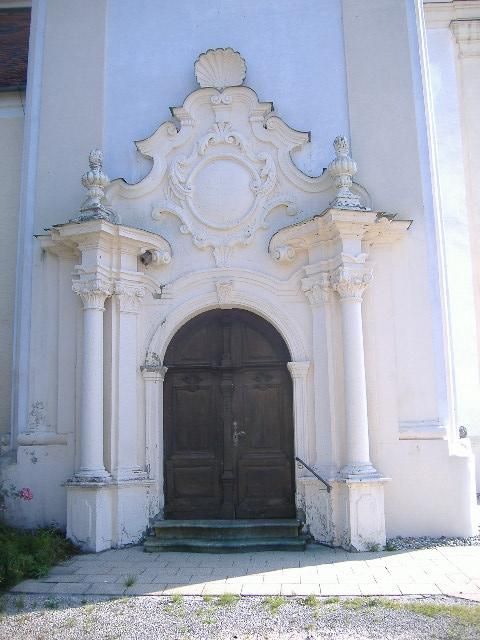
Hauptportal der Klosterkirche

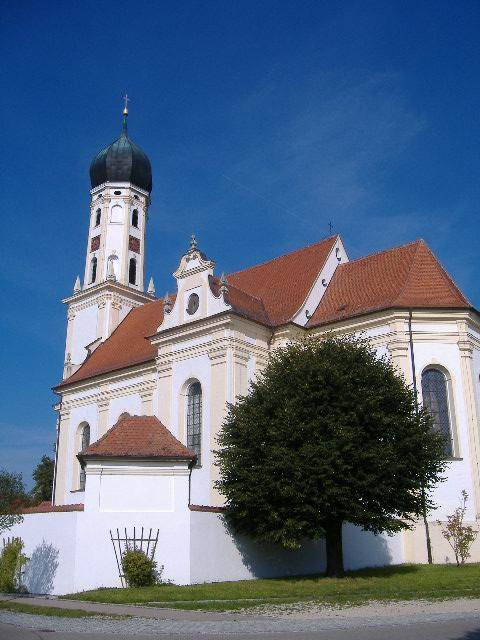
Klosterkirche Unterliezheim

## Geschichte
1026 wurde das Benediktinerinnenkloster Liedesheim, vermutlich wurde die Abtei schon früher gegründet, durch einen Grafen Adalbert und dessen Gattin Judita (Juta oder Gutta) dem Bischof Bruno von Augsburg übergeben. Da seinerzeit erbliche Familiennamen noch nicht gebräuchlich waren, ist der Urkunde nicht zu entnehmen, welchem Grafengeschlecht das adelige Ehepaar angehörte. Eine spätere Überlieferung setzte die Gründung des Klosters in das Jahr 1152 und nannte als Gründerin Gräfin Guta von Werdenberg, die die Gemahlin eines Grafen Adalbert von Dillingen, der für jene frühe Zeit urkundlich nicht belegbar ist, gewesen sein sollte. Dass die Gründer des Klosters Unterliezheim im Kreise des Grafengeschlechts Dillingen, in deren Grafschaft es lag, zu suchen ist, darüber dürfte kein Zweifel bestehen. Demgegenüber ist nicht gesichert, dass Gräfin Judita (Juta oder Gutta) dem Geschlecht derer von Werdenberg angehörte, zumal dieses erstmals im Jahr 1228 genannt wurde. Nach dem Tode des Grafen Hugo II. von Montfort nannte sich dessen jüngerer Sohn Rudolf Graf von Werdenberg.
Während der Reformation 1542 aufgelöst, wurde ein Teil der alten Klostergüter 1632 als Hofmark Unterliezheim an das Benediktiner-Kloster Sankt Ulrich und Afra Augsburg übergeben, das hier eine Expositur (später eine Propstei) errichtete. Der Propst Cölestin Mayer, der spätere Reichsabt von St. Ulrich und Afra in Augsburg (1735–1753), ließ auf eigene Kosten die Klosterkirche bis zum Jahr 1740 neu erbauen. Ihre Inneneinrichtung ist im Rokokostil gehalten. Eine Pieta aus dem 15. Jahrhundert befindet sich im südlichen Altar. In der Säkularisation 1802/03 wurde das Kloster aufgehoben. Die Klosterkirche St. Leonhard wurde Pfarrkirche.
Zwischen 1996 und 2013 fanden im Kloster Unterliezheim Rosenschauen statt, die viele Besucher aus nah und fern anlockte. 2010, bei der sechsten Rosenschau, wurde eine neue Rose nach der vermutlichen Gründerin des Klosters benannt: Gräfin Gutta.